# Nogaï
Cet article concerne le chef mongol. Pour la langue, voir Nogaï (langue). Pour le peuple nogaï, voir Nogaïs.
Nogaï khan (mongol : Ногай хан), ou encore Nokhoi (mongol : ᠨᠣᠬᠠᠢ, VPMC : noqai, cyrillique : нохой, MNS : nokhoi, littéralement : chien), arrière-arrière-petit-fils de Gengis Khan, fut un important personnage parmi les Mongols de Russie à la fin du XIIIe siècle et joua le rôle de faiseur de rois parmi ses cousins de la Horde d'or. Il meurt en décembre 1299.

## Biographie
Nogaï est l'arrière-petit-fils de Djötchi et neveu du khan Berke. Après l'invasion mongole de l'Europe, Nogaï obtient un tumen et garde la frontière ouest de la Horde d'Or, en Moldavie. Il participe ensuite à la seconde invasion mongole de la Pologne fin 1259. Nogaï intervient ensuite en aide au bulgare Constantin Ier Tikh Asen contre l'Empire Byzantin. En 1271, il lance un raid contre la Bulgarie qui devient vassale de la Horde, mais dont Nogaï doit périodiquement mener des raids pour les maintenir sous influence. 
Plus tôt, en 1262, Nogaï participa à la guerre entre la Horde et l'Ilkhanate comme général de haut rang, avec 30 000 hommes. Il y gagna plusieurs batailles, améliorant encore sa réputation et son influence dans la Horde. En 1264, il mena une nouvelle invasion de l'Ilkhanate mais cette fois il faut vaincu et perdu un œil. 
Avec la mort de Berke en 1265, il obtient la souveraineté sur la Horde à l'ouest du Dniestr.  En 1283, il remplaça André III de Vladimir par Dimitri Ier de Vladimir malgré l'opposition de Mengü. À la mort de Mengü Temür, qui avait maintenu l'équilibre dans la Horde et favorisé son développement, Nogaï prend le contrôle indirect de la Horde en faisant accéder Tuda Mangu au khanat. Cette influence lui permet de lancer une seconde invasion en Hongrie. 
Nogaï pille avec succès la Transylvanie en 1285: des villes comme Reghin, Brașov et Bistrița sont prises et ravagées. Cependant, Talabuga, qui dirige l’armée principale au nord de la Hongrie, est bloqué par la neige dans les Carpates, puis est vaincu près de Pest par l’armée royale de Ladislas IV(bien protégé dans la ville de Buda).  Il décide de se replier, mais tombe dans une embuscade tendue par les Sicules sur le chemin du retour. Après ses victoires initiales, Nogai subit de graves pertes après des affrontements avec des troupes locales composées de guerriers Saxons et Valaques. Il décide à son tour de se replier, mais il est harcelé sur tout le trajet du retour par l’armée royale, qui est auréolée de gloire après sa victoire sur Tula Buqa. Il lance alors une invasion en Pologne qui est à nouveau un échec. À son retour, il fait abdiquer Tuda Mangu et place Tula Buqa comme khan tout en lui confisquant presque tous ses pouvoirs, le forçant aussi à diriger avec son frère Könchek et les fils de Möngke-Temür, Alghui et Togjrilcha. Tula Buqa mène ensuite deux raids, en 1288 et 1290 contre les Ilkhanides qui sont de lourds échecs, ni Nogaï, ni Khüinchi ne participe à ces raids.
Nogaï se rapproche aussi des Franciscains pour se rapprocher du pape et éviter une coalition avec les Ilkhanides. La principale épouse du khan est ainsi baptisée, tandis qu'il se proclame ami des catholiques. Grâce à son influence, il cherche en 1290 à devenir le khan de la Horde. Pour cela, il se fait passer pour gravement malade et demande un quriltai pour la paix et l'union de la Horde. Il fait appel au jeune guerrier Toqtaï, fils de Mengü Temür, pour renverser le khan lorsque ceux-ci sont dans sa tente sur le Volga. Toqtaï devient ainsi le nouveau khan mais les Batuides s'efforce de réduire l'influence de Nogaï sur le nouveau khan qui rompt avec celui-ci en 1293 en replaçant André comme grand prince de Vladimir. En 1297, le conflit est ouvert après que le fils de Salji'üdai Güregen, un beau-parent de Nogaï khongirad, marié à une fille de Nogaï qui resta bouddhiste, se plaigne de dispute religieuse. Nogaï demande à Toqtaï de bannir la famille, ce que le khan refuse. Ramené à son rôle de commandant autonome, il s'autoproclame khan et désigne son fils ainé comme héritier.
La guerre civile ne peut être que la solution, les begs se divisent entre la légitimité du sang et le tradition de hiérarchie sociale. Lors de l'hiver 1297, Nogaï gagne la première bataille sur le Don, il prend la Crimée, pille la ville de Caffa après la mort d'un de ses petits-fils dans la ville. Cependant, il prend la décision de libérer les prisonniers pour éviter de diminuer les relations commerciales et avec les Franciscains. Face à cette décision réduisant le butin, les begs se retournent contre lui. Sur les rives du Dniepr en 1299, Toqtaï détruit les armées de Nogaï, qui est tué. 
Ses fils poursuivent le combat mais finissent par fuir en Pologne et en Lituanie et son héritier est tué en Bulgarie. La Horde de Nogaï est réannexé par Toqtaï en 1300. 
Il a donné son nom à une confédération nomade, la Horde Nogaï et à ses membres et descendants, le peuple de langue turque, les Nogaïs ou Nogay, essentiellement installé dans la république du Daghestan dans le Caucase, ainsi qu'à la langue de ce peuple, le nogaï ou nogay.

## Famille
L'une des épouses de Nogai, Yailaq, visitait régulièrement un couvent franciscain à Qirim (Staryy Krym) et était baptisée catholique. Après que Toqta soit monté sur le trône, Nogai a marié sa fille Qiyat à Yailaq (aucun lien avec la femme de Nogai), bouddhiste et fils d'un seigneur des Salji'udai. La fille de Nogai, Qiyat, après son mariage, s'est convertie à l'islam (Nogai ne l'avait évidemment pas élevée comme musulmane).
La première épouse de Nogai s'appelait Chubei et sa seconde s'appelait Yailaq, avec la princesse byzantine Euphrosyne. Chubei a été décrit par Rashid Al-Din comme « intelligent et compétent ». Nogai a eu deux fils de Chubei : Joge (l'aîné) et Tige. Il a eu un fils nommé Torai par Yailaq. Il a également eu une fille nommée Quiyaq. Il avait une autre épouse nommée Alaka avec laquelle il eut un autre fils, Chaka, qui régna comme tsar de Bulgarie de 1299 à 1300. Il était également un ami proche de Mankus, un marchand byzantin de Crimée. Il arrange la cérémonie de mariage de la fille de Mankus, Enphrosyne, à Théodore Svetoslav de Bulgarie à sa cour, et sa femme Euphrosyne devint sa marraine
Son fils Tzaka ou Chaka (bulgare : Чака), issu de son épouse principale Akha Khatun, fut tsar des Bulgares de 1299 à 1300.

### Épouses et descendance
On lui connait au moins 5 épouses et 9 enfants :
- Euphrosyne Paléologue, fille de Michel VIII Paléologue;
  - Djögä, (? - 1300);
  - Tügä;
  - Toraï;
- Alaka;
  - Tzaka, (v.1256 - 1300)
- Chini;
- Yaylak;
  - Turi;
- Chubi Khatun;
  - Eke;
- Chapay Khatun;
  - Kabak Khatun, (v.1260 - ?), épouse de Yaylag, fils de Saldjiday Körägän, prince Qonqirat, et de Kälmish Äkä (fille de Quduqtu);
  - Djuke;
  - Teke, deuxième fils;